# Evert Winkelmans
Evert (Nelly) Winkelmans (Mechelen, 9 september 1985) is een Belgische mediaondernemer. Hij is de oprichter van productiehuis Deklat Binnen en co-host van de voetbalpodcast MIDMID. Hij studeerde aan de Lessius Hogeschool in Mechelen.

## Carrière
Evert Winkelmans werkte enkele jaren achter de schermen van het televisieprogramma Extra Time op Canvas. In 2015 richtte hij het productiehuis Deklat Binnen op dat onder de Sporthouse Group valt. Hij maakte met zijn productiehuis, samen met journalist Ruben Van Gucht, onder andere "Voor de Ronde", een programma over de Ronde van Vlaanderen. Hiermee won hij in 2017 een Europese TVB Award in de categorie Live Production. Winkelmans maakte ook al een documentaire over KV Mechelen, de voetbalclub waar hij grote fan van is. "We doen het gewoon zelf" gaat over de redding van KV Mechelen door de fans. Een productie die hij later maakte is FC United, een documentairereeks over racisme en het gebrek aan diversiteit in het Belgische voetbal.
Winkelmans is ook gekend als sidekick in MIDMID, een voetbalpodcast van Friends of Sport. Daar nodigt hij, samen met presentator Joris Brys, iedere week een gast uit en spreken ze over de carrière van de gast. De podcast is te beluisteren op Spotify, te bekijken op YouTube en het eerste uur van elke aflevering wordt uitgezonden op de Belgische zender Play Sports. Tijdens het WK voetbal in Qatar gingen ze iedere dag live onder de naam MIDMID MONDIAL.

## Privé
Winkelmans is getrouwd en heeft twee zonen.
In 2017 werd bij Winkelmans de diagnose van darmkanker vastgesteld. Hij is in 2023 genezen verklaard en doet verschillende acties, waaronder San Titar – De Ruiltocht, om geld in te zamelen voor de vzw Stop Darmkanker.